# Pepa Millán
María José Rodríguez de Millán Parro (Cabra, 21 de marzo de 1995), más conocida como Pepa Millán, es una jurista, columnista y política española del partido Vox, del cual es portavoz en el Congreso de los Diputados.
Desde 2023, es diputada por Madrid y portavoz de Vox en el Congreso de los Diputados en la XV legislatura de España.

## Biografía
Tras graduarse en Derecho por la Universidad de Sevilla (2018), completó su formación universitaria con un doble máster de Acceso a la Abogacía y Derecho de la contratación y Responsabilidad Civil, Derecho de los Consumidores y Responsabilidad extracontractual en la Universidad Pablo de Olavide (2020). También realizó estudios para la oposición al cuerpo de Registradores de la Propiedad. Anteriormente había sido columnista del diario La Razón.

## Trayectoria política
Pepa Millán inició su carrera política siendo asesora del Grupo Parlamentario de Vox en la XI legislatura del Parlamento de Andalucía. Gran parte de su trabajo en el partido se centró en las áreas de empleo, igualdad, promoción y la presidencia.
En las Elecciones al Parlamento de Andalucía de 2022 se presentó como número dos por la circunscripción de Córdoba. En función de la representación que otorgaron los resultados de dichas elecciones autonómicas a cada formación política, se nombraron los senadores designados por el Parlamento de Andalucía, y a VOX le correspondió un senador, que iba a ser Jacobo González-Robatto, pero el criterio establecido de los cupos obligados de hombres y mujeres obliga a VOX a designar a una mujer tras conocerse quiénes son los elegidos tanto por el Partido Popular como por el PSOE, por lo que, el 26 de julio de 2022, se elige a Pepa Millán, con tan solo veintisiete años de edad, para representar a VOX en el Senado por Andalucía. En el Senado protagonizó duros debates con el Gobierno de Pedro Sánchez.
En las elecciones generales de julio de 2023, fue la candidata número cinco por la circunscripción de Madrid, saliendo elegida diputada, y es designada por Vox como su portavoz en la Cámara Baja durante la XV Legislatura.